# Selma Lagerlöf
Selma Ottilia Lovisa Lagerlöf (Östra Emterwik, Suècia, 20 novembre 1858 - íd., 16 de març de 1940) fou una escriptora sueca guardonada amb el Premi Nobel de Literatura l'any 1909, la primera dona guardonada en aquesta categoria. Va escriure també peces de teatre i de literatura infantil.

## Biografia
Va néixer el 20 de novembre del 1858 a la finca familiar Mårbacka, al municipi de Östra Emterwik al comtat de Värmland, en una família benestant de comerciants. Els primers anys de la família foren de bonança, però el pare no era bon administrador i en poc anys el patrimoni es va desgastar. A la mort del pare, el seu germà gran, Johan, es feu càrrec de la família, però la situació econòmica de Suècia provocà la seva ruïna, i el 1890 decidí emigrar als Estats Units per guanyar diners amb els quals ajudar la família, però no ho reeixir.
Possiblement, va sofrir de displàsia del maluc, sense rebre tractament, cosa que la va fer dur una vida més aviat aïllada durant la seva infantesa, el que va afavorir una afició a la lectura. Als deu anys, havia llegit la Bíblia i va començar a familiaritzar-se amb les obres de H. C. Andersen, els Germans Grimm, Esaías Tegnér, Carl Michael Bellman, Alexandre Dumas (pare), Walter Scott, etc. Més tard, ja adolescent, va llegir William Shakespeare, Lord Byron i Johann Wolfgang von Goethe. Des de molt jove havia escrit poemes, tot i que no va publicar res fins al 1890.
Tot i les carències familiars, Selma va poder estudiar, i va optar per una carrera de mestra. El 1881 va sortir per primera vegada de la finca familiar per estudiar a Estocolm.

## Landskrona: de mestra a escriptora
El 1885, va obtenir una plaça de mestra de noies a l'escola secundària de Landskrona. Tenia una personalitat introvertida però afable i no va trigar a fer-hi la seva primera amiga, Anna Oom, que hi ensenyava també. Va començar una relació d'amistat amb Elise Malmros, una empleada bancària interessada en qüestions socials i feministes. Per ella coneixeria la vida real de la petita ciutat costanera: la pobresa, l'alcoholisme, la discriminació de la dona i la ignorància, que deixarien empremta en la seva futura carrera literària, i esdevingueren el model per a la seva novel·la Gamla Agneta (‘La vella Agneta’).
A la tardor del 1886 va rebre una carta d'Estocolm, i segons les seves pròpies paraules: «Quan vaig llegir un parell de línies, van començar les meves mans a tremolar i les lletres a ballar-me enfront dels ulls». La carta era signada per la principal figura del moviment feminista suec, Sophie Adlersparre, i la convidava a visitar-la. Les seves companyes del Real Seminari havien enviat alguns dels seus sonets a la revista literària femenina Dagny i havien despertat l'interès literari d'Adlersparre. Posteriorment, el periòdic cultural Idun va oferir un premi de 500 corones a la millor novel·la, una quantitat que corresponia a mig any de salari, i que va guanyar amb l'obra Gösta Berlings Saga. El llibre es va publicar el 1891, però va tenir una rebuda molt tèbia, criticat pel seu esperit localista.
Dues dames daneses van traduir l'obra al danès, que despertà l'interès del crític literari Georges Brandes. La crítica d'aquest va fer tot un succés literari del llibre. Així va començar una nova etapa en la vida de Lagerlöf.

## Èxits com a escriptora

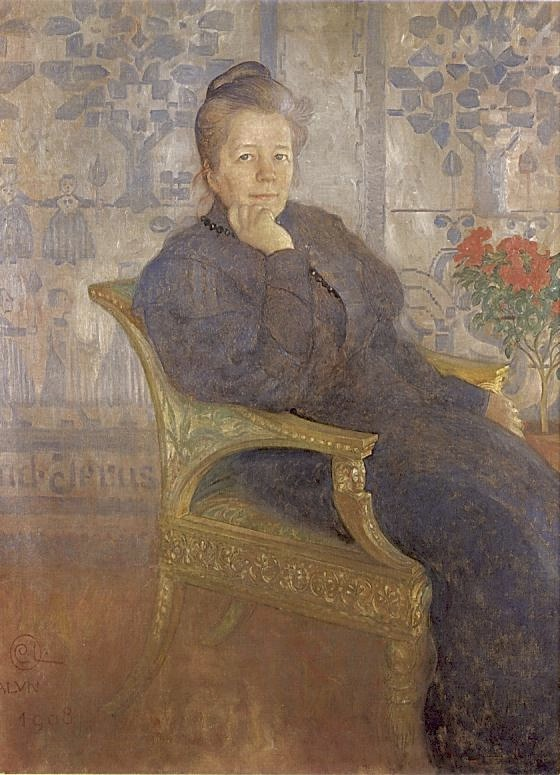
Selma Lagerlöf, oli de Carl Larsson (1908)

A partir de l'èxit amb Gösta Berlings Saga, Lagerlöf va gaudir d'una llarga sèrie d'èxits més. El 1894, va publicar un llibre de relats curts, Osynliga länkar (‘Llaços invisibles’), que li va valer la celebritat a nivell nacional. Durant aquest mateix any, Selma va conèixer Sophie Elkan, en qui va trobar la seva ànima bessona i que es convertiria en la seva amiga per sempre.
Els èxits de públic i crítica van cridar l'atenció del rei Óscar II de Suècia i Noruega i de l'Acadèmia Sueca, fins al punt que ambdós van decidir resoldre els seus problemes financers perquè pogués dedicar-se plenament a escriure. Així, la novel·lista va poder establir-se a Falun, on passaria la major part de la seva vida.
Després de viatjar amb la seva amiga Sophie a Itàlia i Sicília, Selma va publicar una altra novel·la d'èxit, titulada Antikrists mirakler (‘Els miracles de l'anticrist’), una novel·la socialista ambientada a l'illa italiana que acabava de visitar. Després d'un viatge per Egipte (1899-1900) que li va inspirar grans idees, va escriure Jerusalem: I Dalarne (1901) i Jerusalem: I det heliga landet (1902), que ràpidament la van establir com la novel·lista sueca més venuda, llegida i respectada. Es tracta de dues col·leccions de contes ambientats al voltant de l'any 1890, que conten els efectes destructius d'un «renaixement» religiós entre els membres d'una comunitat rural a la província de Dalecàrlia. Una família, els Ingmars d'Ingmarsson –la traducció catalana, de Joan Sitjar, pseudònim de Josep Carner, s'intitula Els Ingmarsson (Barcelona: Editorial Catalana,1919)–, decideixen vendre la seva granja familiar per poder fer una peregrinació a Jerusalem. Un membre de la família, veient que el futur de tots està en perill, decideix sacrificar-se pels seus parents: renunciant a l'amor de tota la vida, sedueix una rica hereva i s'hi casa, amb els diners de la qual reïx a salvar les terres de la seva herència però, òbviament, perd en el procés la seva felicitat.
Seguint l'exemple del seu personatge, Lagerlöf va poder l'any 1904 tornar a comprar la seva llar d'infància, Mårbacka, que la seva mare havia hagut de vendre el 1880 en quedar vídua i sense recursos.

### El Premi Nobel
L'any 1909, l'Acadèmia Sueca va guardonar Selma Lagerlöf amb el Premi Nobel de Literatura «en reconeixement de l'elevat idealisme, la vívida imaginació i la percepció espiritual que caracteritzen les seves obres». Lagerlöf va ser la primera dona a rebre el Nobel de Literatura.
El discurs de presentació del premi va ser llegit pel president de l'Acadèmia, Claes Annerstedt, el 10 de desembre d'aquell any i, entre altres elogis, remarcava el «retrat totalment original de la vida camperola» que era capaç de dibuixar la prosa de l'autora, així com «la puresa de la seva dicció, la claredat de l'expressió i la bella musicalitat que són característiques de tots els seus escrits […] La grandesa del seu art consisteix precisament en la seva habilitat per a utilitzar tant el seu cor com el seu geni per a assolir el peculiar i original caràcter i les actituds dels seus personatges, en els quals tots nosaltres ens reconeixem».

### Kipling i Lagerlöf
A pesar de la gran qualitat literària de totes les obres esmentades, sens dubte, la més coneguda de Lagerlöf és Nils Holgerssons underbara resa genom Sverige (El viatge meravellós d'en Nils Holgersson per Suècia) inspirat pels contes d'animals de Rudyard Kipling i encarregat pel Consell d'Educació suec per a ensenyar als nens la geografia del país. Va ser traduït al català el 1992 per Lluís Solanes.
Es tracta de la història de Nils, un noi de catorze anys, que, per mor del seu caràcter egoista, és fetillat per una fada que el redueix en un nan d'un pam d'alçada. A espatlles d'una oca blanca domèstica que s'uneix a un esbart d'oques grises salvatges quan fan llur migració anual al nord, Nils visita Lapònia i viatja de llarg a llarg tota Suècia. Observant la conducta dels components de l'estol, Nils Holgersson comprèn els seus errors anteriors, aprèn a ser solidari i es rehabilita de la seva mandra i egocentrisme. De fort to moral, la novel·la ensenya l'amor per la natura, alhora que per la geografia, la cultura, la mitologia i els costums del país escandinau. L'efecte final està tan ben assolit, que quan l'escriptor japonès Kenzaburo Oe va viatjar a Estocolm l'any 1994 per rebre el Premi Nobel de Literatura, va invertir el seu temps lliure a recórrer el país, manifestant que de nen havia llegit moltes vegades la novel·la de Lagerlöf i que tot era tan idèntic a les descripcions del llibre, que li semblava estar viatjant per un país que ja coneixia.
Un altre admirador d'aquest llibre fou el filòsof Karl Popper, que ha dit que havia llegit i rellegit el llibre almenys una vegada a l'any durant tota la seva vida, i que el fascinava de tal manera que l'havia impulsat a llegir cada paraula escrita per Selma Lagerlöf al llarg de tota la seva carrera.

### Fantasia desbocada
Selma va treballar tota la vida amb un estil narratiu que tendia a difuminar els límits entre el somni i la realitat. Aquesta particular forma de fantasia, que en aquesta autora sempre barreja el sobrenatural amb la crítica social, és particularment notable en Körkarlen de 1912 traduït al català com El carreter per Carolina Moreno, que explica la història d'un home que mor la nit de cap d'any i ha de manejar el carro de la mort durant tot l'any següent. El director de cinema suec Victor Sjöström en va fer l'any 1921 una adaptació cinematogràfica, que continua sent considerada una de les millors pel·lícules d'aquesta nacionalitat de tots els temps.

### Acadèmica
Durant la Primera Guerra Mundial, va ser nomenada membre de l'Acadèmia Sueca. Les tasques pròpies d'aquest càrrec la van privar de temps per escriure, per la qual cosa la seva producció durant aquest període és escassa: Kejsarn av Portugallien (L'emperador de Portugàlia, 1914), una història fantàstica sobre mentides i veritats, considerada per la crítica com la seva última gran obra, i Bannlyst (El proscrit, 1918), novel·la pacifista a l'estil de l'escriptor estatunidenc Dalton Trumbo, que assenyala les misèries de la guerra.
Feminista convençuda, Lagerlöf va dedicar gran part de la dècada del 1920 a lluitar pels drets de la dona, en un país pioner en aquests assumptes.

### Trilogia, biografia, autobiografia
Durant aquest període, va escriure multitud de relats breus i la seva aclamada trilogia composta per les novel·les Löwensköldska ringen (L'entorn dels Löwensköld, 1925), Charlotte Löwensköld (1925) i Anna Svärd (1928), així com una biografia de l'escriptor finès Zacharias Topelius.
L'autobiografia de Selma Lagerlöf, en diversos voluminosos volums, es va publicar durant aquesta dècada i va ser tan popular que va arribar a vendre centenars de milers d'exemplars durant els deu anys següents.

### Els seus relats breus

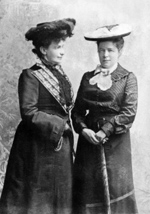
Sophie Elkan (a l'esquerra) i Selma Lagerlöf, el 1894

El conte és, en Selma Lagerlöf, el resultat d'una intel·ligent fusió entre els contes de fades escandinaus i els relats sobrenaturals victorians.
Gamla Agneta (La vella Agneta), per exemple, narra la vida d'una dona sola en una granja situada a la vora d'una enorme glacera. Turmentada per la solitud, comença a parlar amb si mateixa, es deprimeix i acaba pensant en el suïcidi com un mitjà d'alleujar el seu sofriment. No obstant això, un dia arriba un monjo que li fa veure que el que ella prenia per la boira de les muntanyes està constituïda, en realitat, per les ànimes dels morts que se senten més sols i abandonats que ella. La dona encén espelmes per atreure els fantasmes, que s'alegren de la llum i la calor i la nova companyia. Quan finalment l'anciana mor, els fantasmes il·luminen, en el seu homenatge, tota la muntanya amb petites flames com les que ella encenia per ells.

### Altra vegada la guerra
La persecució nazi contra els intel·lectuals alemanys va ser terrible, i Selma Lagerlöf va ocupar els últims anys de la seva vida a ajudar els escriptors i pensadors jueus a refugiar-se a Suècia. Així va aconseguir, per exemple, un visat oficial suec per a la poeta alemanya jueva Nelly Sachs, destinada pels nazis a un camp d'extermini polonès, salvant-li d'aquesta manera la vida.
Quan Finlàndia hagué d'enfrontar l'agressió soviètica en la Guerra d'Hivern, l'escriptora donà la seva medalla d'or del Premi Nobel per ser subhastada per tal d'ajuntar fons per a la resistència finesa.

## La fi d'una lluitadora
Enmig del treball i l'esforç que li costava ajudar els refugiats finesos, atabalats per un llarg bloqueig militar rus, Lagerlöf va sofrir un atac cardíac massiu que la va dur a la mort a la seva casa natal el 16 de març del 1940, als 81 anys.

## Obres principals

### Novel·les
- 1891: Gösta Berlings Saga (La saga de Gösta Berling)
- 1895: Ett äfventyr i Vineta (Una aventura a Vineta)
- 1897: Antikrists mirakler (Els miracles de l'anticrist)
- 1899: En Herrgårdssägen (Conte d'una casa pairal)
- 1901: Jerusalem: I Dalarne, volum I (Jerusalem: A Dalecàrlia)
- 1902: Jerusalem: I Heliga Landet, volum II (Jerusalem: A Terra Santa)
- 1904: Herr Arnes penningar (Els diners del senyor Arne)
- 1906: Nils Holgerssons underbara resa genom Sverige. Första delen (El viatge meravellós d'en Nils Holgersson per Suècia. Primera part).[8] Publicada amb la segona part per Adesiara editorial, Martorell, 2020.
- 1907: Nils Holgerssons underbara resa genom Sverige. Andra delen (El viatge meravellós d'en Nils Holgersson per Suècia. Segona part). Publicada amb la primera part per Adesiara editorial, Martorell, 2020.
- 1911: Liljecronas hem (La llar dels Liljecrona)
- 1914: Kejsaren av Portugallien: En Värmlandsberättelse (L'emperador de Portugàlia: Un relat de Värmland)
- 1918: Bannlyst (El proscrit)
- 1918: Kavaljersnoveller (Novel·les d'un galant)
- 1921: Körkarlen (El carreter. Traducció de Carolina Moreno Tena. Martorell: Adesiara editorial, 2017).
- 1925: Löwensköldska ringen (L'anell dels Löwensköld)
- 1925: Charlotte Löwensköld
- 1928: Anna Svärd

### Contes
- 1888: Upprättelse (El desgreuge)
- 1894: Osynliga Länkar (Llaços invisibles)
- 1899: Drottningar i Kungahälla (Reines a Kungahälla)
- 1904: Kristuslegender (Llegendes de Crist)
- 1907: Tösen från Stormyrtorpet (La noia de Stormyrtorpet)
- 1908: En saga om en saga och andra sagor (Un conte sobre un conte i altres contes); conté Legenden om julrosorna, traduït al català amb el nom de La llegenda de la rosa de Nadal (Barcelona: La Magrana, 1987, amb traducció de Josep Carner i il·lustracions de Fina Rifà)
- 1914: Stenen i sjön Rottnen (La pedra al llac Rottnen)
- 1915: Troll och människor. Del I (Follets i mortals. Volum I)
- 1921: Troll och människor. Del II (Follets i mortals. Volum II)
- 1922: Legender i urval (Llegendes escollides)
- 1933: Höst: Berättelser och tal (Tardor: Relats i discursos)
- 1938: Den heliga natten och andra julberättelser (La Nit de Nadal i altres contes nadalencs)

### Assaigs
- 1911: Hem och stat (Llar i estat), discurs pel dret al sufragi femení
- 1920: Zachris Topelius: Utveckling och mognad (Zachris Topelius: Evolució i maduresa), biografia
- 1922: Mårbacka, memòries
- 1930: Mårbacka: Ett barns memoarer (Mårbacka: Records d'una nena), memòries
- 1932: Mårbacka: Dagbok för Selma Ottilia Lovisa Lagerlöf (Mårbacka: Dietari de Selma Ottilia Lovisa Lagerlöf), memòries
- 1933: Skrifter (Escrits)
- 1933: Skriften på jordgolvet (Escrits sobre la terra), en benefici dels exiliats jueus

### Obres de teatre
- 1914: Dunungen (L'oca), basada en un conte del 1894
- 1929: En Herrgårdssägen (El conte d'una mansió)

## Homenatges
El Selma Lagerlöfs litteraturpris (Premi Literari Selma Lagerlöf) és un important premi literari suec guardonat amb 100.000 corones sueques.
En honor seu s'anomenà l'asteroide (11061) Lagerlöf descobert el 10 de setembre del 1991 per Freimut Börngen.